# Bryce Bennett
Bryce Taylor Bennett (Truckee, 14 juli 1992) is een Amerikaanse alpineskiër. Hij vertegenwoordigde zijn vaderland op de Olympische Winterspelen 2018 in Pyeongchang.

## Carrière
Bennett maakte zijn wereldbekerdebuut in december 2013 in Lake Louise. Op 4 december 2015 scoorde hij in Beaver Creek zijn eerste wereldbekerpunten, vijftien dagen later behaalde de AMerikaan in Val Gardena zijn eerste toptienklassering in een wereldbekerwedstrijd. Op de wereldkampioenschappen alpineskiën 2017 in Sankt Moritz eindigde Bennett als elfde op de alpine combinatie en als 26e op de afdaling. Tijdens de Olympische Winterspelen van 2018 in Pyeongchang eindigde hij als zestiende op de afdaling en als zeventiende op de alpine combinatie.
In Åre nam de Amerikaan deel aan de wereldkampioenschappen alpineskiën 2019. Op dit toernooi eindigde hij als negende op de afdaling, als elfde op de alpine combinatie en als 23e op de Super G. Op de wereldkampioenschappen alpineskiën 2021 in Cortina d'Ampezzo eindigde Bennett als tiende op de afdaling, als zestiende op de alpine combinatie en als 27e op de Super G. Op 18 december 2021 boekte hij in Val Gardena zijn eerste wereldbekerzege.

## Resultaten

### Olympische Winterspelen
| Jaar | Plaats      | Resultaten                         |
| ---- | ----------- | ---------------------------------- |
| 2018 | Pyeongchang | 16e Afdaling 17e Alpine combinatie |
| 2022 | Peking      | 17e Super G 19e Afdaling           |

### Wereldkampioenschappen
| Jaar | Plaats            | Resultaten                                     |
| ---- | ----------------- | ---------------------------------------------- |
| 2017 | Sankt Moritz      | 26e Afdaling 11e Alpine combinatie             |
| 2019 | Åre               | 9e Afdaling 11e Alpine combinatie 23e Super G  |
| 2021 | Cortina d'Ampezzo | 10e Afdaling 16e Alpine combinatie 27e Super G |

### Wereldbeker
Eindklasseringen
| Seizoen   | Algm | AD  | SG  | AC  |
| --------- | ---- | --- | --- | --- |
| 2015/2016 | 80e  | 34e | –   | 16e |
| 2016/2017 | 65e  | 26e | 43e | 18e |
| 2017/2018 | 45e  | 20e | 45e | 14e |
| 2018/2019 | 32e  | 7e  | –   | 22e |
| 2019/2020 | 48e  | 16e | –   | 16e |
| 2020/2021 | 63e  | 19e | 38e | –   |
| 2021/2022 | 38e  | 12e | 46e | –   |
| 2022/2023 | 87e  | 35e | 61e | –   |

Wereldbekerzeges
| Datum            | Plaats      | Onderdeel |
| ---------------- | ----------- | --------- |
| 18 december 2021 | Val Gardena | Afdaling  |
| 14 december 2023 | Val Gardena | Afdaling  |